# U (letter)

Een aantal voorbeelden van de letter U

De letter U is de 21ste letter in het moderne Latijnse alfabet en de vijfde klinker.
De letter U was oorspronkelijk een hoofdletter en werd geschreven als V. Pas de Franse filosoof Pierre de la Ramée (1515-1572) maakte het onderscheid tussen hoofd- en kleine letter.
In het internationale spellingsalfabet wordt de U weergegeven door middel van het woord Uniform. In het Nederlands telefoonalfabet wordt de U weergegeven door middel van het woord Utrecht.
De term U-vormig verwijst naar de vorm van de letter, en wordt onder meer toegepast voor een bocht in een weg (U-bocht) of een afgelegde route, bijvoorbeeld bij het op een weg omkeren (in het Engels U-turn genoemd; in het geval van een verbod geldt dit overigens ook voor keren met terugsteken), of bij een omweg, en voor de vorm van een beugel, zoals van een hangslot of meer algemeen een beugelslot (bijvoorbeeld ook een beugelslot voor een fiets). 'U-bocht' wordt ook figuurlijk gebruikt voor het veranderen van een mening of plan in het tegengestelde, of meer algemeen een radicale verandering daarvan.